# Autorización para la conducción de vehículos

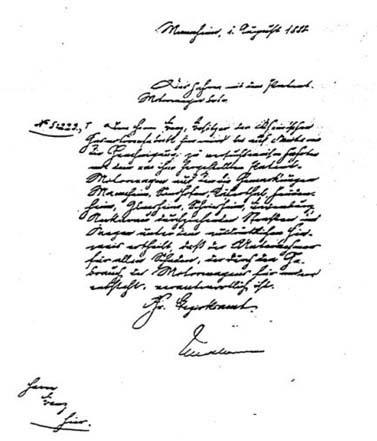
Carl Benz, 1888.

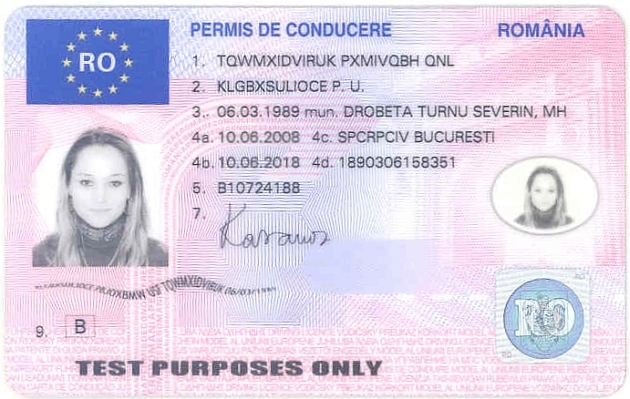
Anverso del carnet de conducir europeo.

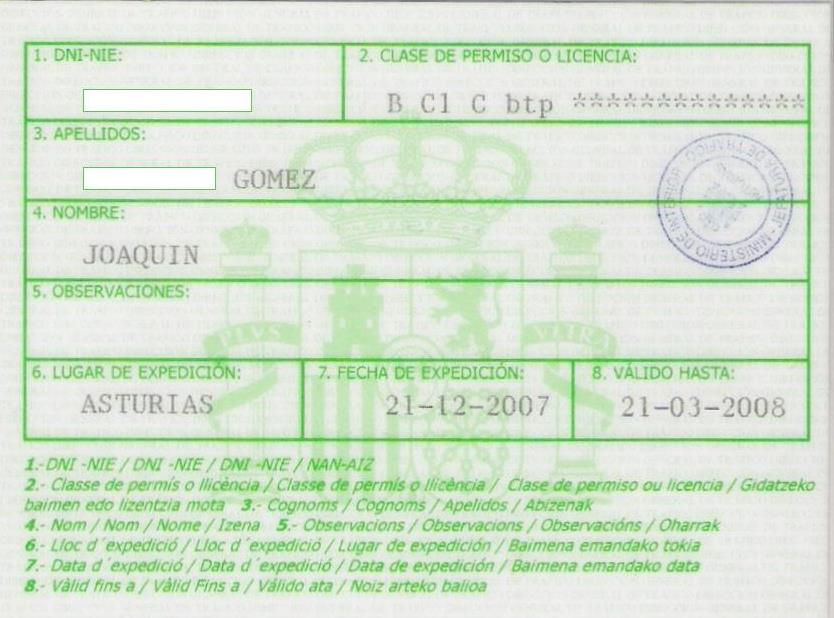
Autorización temporal para conducir en España. Se usará tras la obtención del permiso de conducción y hasta la entrega del original.

La autorización para la conducción de vehículos (carnet/carné o permiso de conducción, en España; permiso o licencia de conducción, en Hispanoamérica) es aquel documento que acredita la autorización administrativa a su poseedor para la conducción de determinadas categorías de vehículos, generalmente a motor, por la vía pública.
Para conducir vehículos a motor, ciclomotores o vehículos para personas de movilidad reducida, se exige haber superado favorablemente las pruebas de aptitud, habiendo así obtenido el permiso o la licencia de conducción.
El permiso de conducción debe llevarse siempre consigo al conducir los vehículos atañidos, y también deberá exhibirse ante los agentes de la autoridad que así lo soliciten.
En la Unión Europea, así como en Ecuador, la licencia se fundamenta actualmente sobre un sistema de «permiso por puntos».

## Argentina
Hasta el año 2008, en la Argentina el permiso de conducir no tenía una uniformidad en todo el país, y dependía de cada municipio el tipo de permiso y su procedimiento de obtención.
En 2009 se creó el Registro Nacional de Antecedentes en el Tránsito, luego de que todas las provincias del país aprobaran el Código Unificado de Infracciones.
En 2010, el Ministerio del Interior, a cargo de Florencio Randazzo, implementó la nueva Licencia Nacional de Conducir, la cual fue renovada con más medidas de seguridad en 2013. En 2017 el Ministerio de Transporte, a cargo de Guillermo Dietrich anunció la tercera versión de la licencia Nacional de Conducir, que sería bilingüe.
Las categorías de la licencia nacional de conducir son:
| Categoría   | Descripción |
| ----------- | --- |
| Clase A 1.1 | Ciclomotores hasta 50 cc de cilindrada o cuatro 4 kW de potencia máxima continua nominal si se trata de motorización eléctrica.                                             |
| Clase A 1.2 | Motocicletas hasta 150 cc de cilindrada u 11 kW de potencia máxima continua nominal si se trata de motorización eléctrica.                                                  |
| Clase A 1.3 | Motocicletas de más de 150 cc y hasta 300 cc de cilindrada o de más de 11 kW y hasta 20 kW de potencia máxima continua nominal si se trata de motorización eléctrica.       |
| Clase A 1.4 | Motocicletas de más de 300 cc o de más de 20 kW de potencia máxima continua nominal si se trata de motorización eléctrica.                                                  |
| Clase A 2.1 | Triciclos y cuatriciclos sin cabina de hasta 300 cc o 20 kW de potencia máxima continua nominal si se trata de motorización eléctrica con manillar o manubrio direccional.  |
| Clase A 2.2 | Triciclos y cuatriciclos sin cabina de más de 300 cc o 20 kW de potencia máxima continua nominal si se trata de motorización eléctrica con manillar o manubrio direccional. |
| Clase A 3   | Triciclos y cuatriciclos cabinados de cualquier cilindrada o kilovatios de potencia máxima continua con volante direccional.                                                |
| Clase B 1   | Automóviles, utilitarios, camionetas, vans de uso privado y casas rodantes motorizadas hasta 3.500 kg de peso total.                                                        |
| Clase B 2   | Automóviles, camionetas, vans de uso privado y casas rodantes motorizadas hasta 3.500 kg de peso con un acoplado de hasta 750 kg o casa rodante no motorizada.              |
| Clase C 1   | Camiones sin acoplado, ni semiacoplado, ni articulado y vehículos o casa rodante motorizada de más de 3.500 kg de peso y hasta 12.000 kg de peso.                           |
| Clase C 2   | Camiones sin acoplado, ni semiacoplado, ni articulado y vehículos o casa rodante motorizada de más de 12.000 kg de peso y hasta 24.000 kg.                                  |
| Clase C 3   | Camiones sin acoplado, ni semiacoplado, ni articulado y vehículos o casa rodante motorizada de más de 24.000 kg de peso.                                                    |
| Clase D 1   | Automotores para servicios de transporte de pasajeros hasta 8 plazas, excluido el conductor.                                                                                |
| Clase D 2   | Automotores para servicios de transporte de pasajeros de más de 8 plazas y hasta 20 plazas, excluido el conductor.                                                          |
| Clase D 3   | Automotores para servicios de transporte de pasajeros de más de 20 plazas, excluido el conductor.                                                                           |
| Clase D 4   | Vehículos para servicios de urgencia, emergencia y similares. |
| Clase E 1   | Vehículos automotores de clase C o D, según el caso, con uno o más remolques o articulaciones.                                                                              |
| Clase E 2   | Maquinaria especial no agrícola. |
| Clase F     | Vehículo automotor especialmente adaptado a la condición física de su titular.                                                                                              |
| Clase G 1   | Tractores agrícolas. |
| Clase G 2   | Maquinaria especial agrícola. |
| Clase G 3   | Tren agrícola. |

## Canadá
En Canadá, las distintas provincias y territorios ostentan la responsabilidad sobre las licencias de conducir. Cada provincia y territorio tiene sus propias leyes sobre licencias, pero existen ciertas sanciones encuadradas dentro del Código penal de Canadá para determinadas infracciones del código de circulación (por ejemplo, conducir bajo los efectos del alcohol o las drogas, homicidio por vehículo).

## Chile

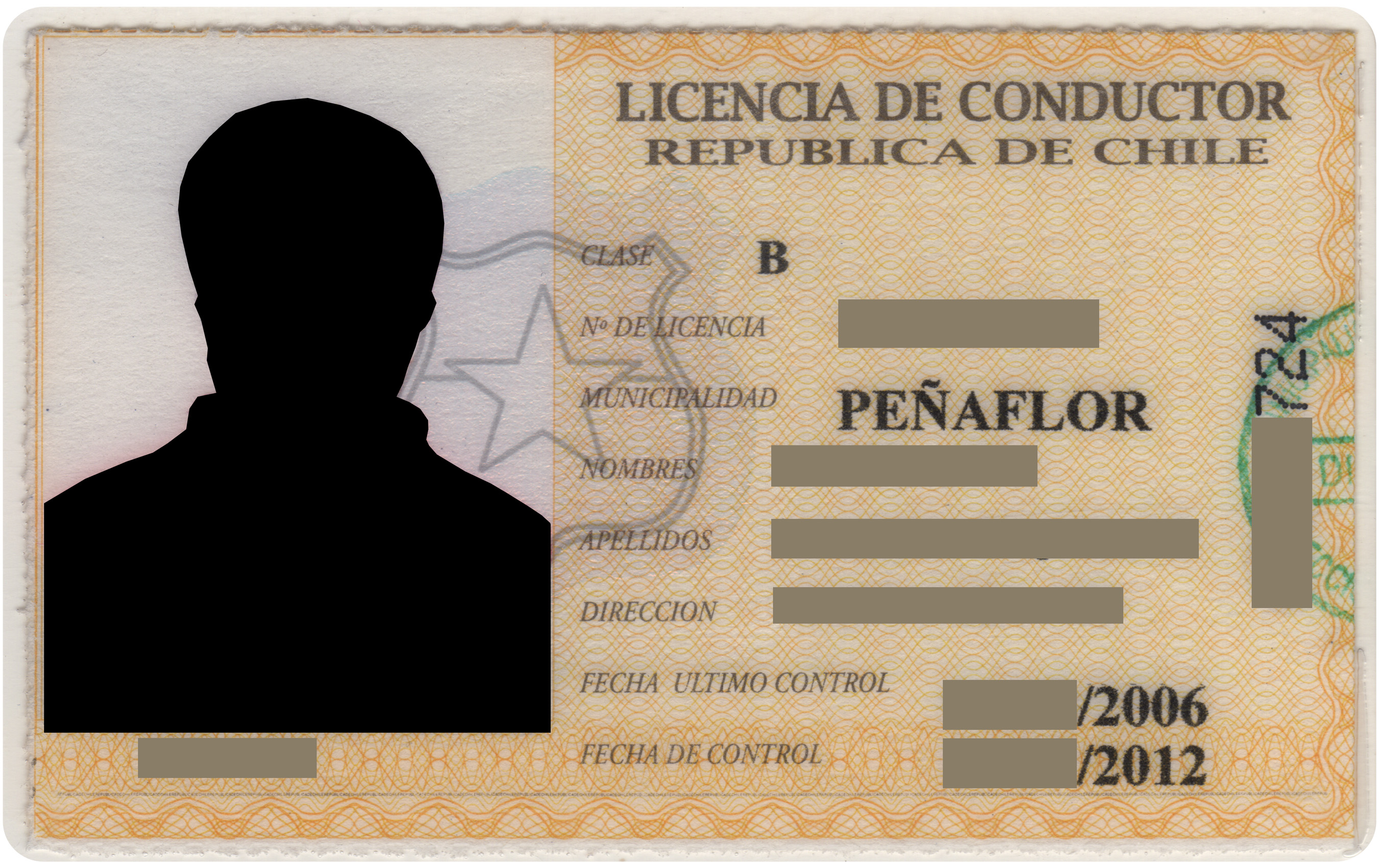
Permiso chileno (parte anterior).

En Chile, la licencia de conducir tiene generalmente una duración de seis años. Existen tres grandes clasificaciones:
Profesionales
- Clase A1: para conducir taxis.
- Clase A2: para conducir taxis, ambulancias o vehículos motorizados de transporte público y privado de personas con capacidad de 10 a 17 pasajeros, sin contar al conductor.
- Clase A3: Para taxis, vehículos de transporte remunerado de escolares, ambulancias o vehículos de transporte público y privado de personas, sin limitación de capacidad de asientos.
- Clase A4: para transporte de carga cuyo peso bruto sea superior a 3500 kg.
- Clase A5: para conducir vehículos de carga, simples o articulados, cuyo peso bruto sea superior a 3860 kg o 3,6 t.

Personales
- Clase B: se permite desde los 18 años de edad para vehículos motorizados de tres o cuatro ruedas para transporte particular de personas con capacidad de hasta 9 asientos o de carga cuyo peso vehicular sea hasta 3860 kg. También podrán arrastrar un remolque cuyo peso no sea superior al de la unidad motriz y cuyo peso conjunto no exceda los 3860 kg. Ejemplo: automóviles, camionetas, furgones, furgonetas. Excepcionalmente, se emite el documento a petición de personas de 17 años, con permiso parental notarial y diploma de una escuela de conductores.
- Clase C: para vehículos de 2 o 3 ruedas con motor fijo o agregado. Ejemplo: motocicletas, motonetas.

Especiales
- Clase D: para maquinaria automotriz como tractores, palas mecánicas y otros.
- Clase E: vehículos de tracción animal.
- Clase F: para conducir vehículos motorizados de las Fuerzas Armadas, policiales y de bomberos.

Las licencias profesionales habilitan para conducir vehículos particulares clase B.
En Chile, existen diversos cursos y programas de capacitación para conductores, que incluyen tanto formación teórica y práctica. Estos programas abarcan desde la conducción de vehículos particulares y profesionales hasta el manejo de maquinaria pesada y vehículos especiales, asegurando que los conductores adquieran las habilidades y conocimientos necesarios para operar de manera segura y eficiente

## Unión Europea
El permiso de conducir europeo es una autorización para la conducción de vehículos válida en todo el territorio del Espacio Económico Europeo (EEE), formado por la Unión Europea más Islandia, Liechtenstein y Noruega.
Este permiso fue introducido para reemplazar las 110 diferentes licencias de plástico y papel de conducción de los 300 millones de conductores en el EEE. El principal objetivo de la licencia es disminuir el riesgo de fraude.
| Versión alemana del permiso de conducir europeo | Versión alemana del permiso de conducir europeo |
| --- | ----------------------------------------------- |
| Parte anterior | Parte posterior                                 |
| |                                                 |
| 1. Apellido(s) 2. Nombre 3. Fecha y lugar de nacimiento 4. a) Fecha de expedición b) Fecha de expiración c) Expedido por 5. Número del permiso 6. Firma 7. Domicilio 8. Clase(s) 9. Válido desde el 10. Válido hasta el 11. Códigos |                                                 |

### Categorías nacionales
| Clase     |                                                   | Edad     |
| Alemania  | Alemania                                          | Alemania |
| --------- | ------------------------------------------------- | -------- |
| BF17      | Conducción acompañada (también válido en Austria) | 17       |
| Austria   |                                                   |          |
| F         | Tractores                                         | 16       |
| Bulgaria  |                                                   |          |
| TKT       | Tractores                                         | 16       |
| TTB       | Trolebús                                          |          |
| TTM       | Tranvía                                           |          |
| Eslovenia |                                                   |          |
| F         | Tractores                                         | 16       |
| Hungría   |                                                   |          |
| M         | Ciclomotor                                        | 14       |
| K         | Tractor (2 ruedas)                                | 16       |
| T         | Tractor (Máx. 2 tráileres)                        | 21       |
| TR        | Trolebús                                          | 20       |
| V         | Tranvía                                           | 20       |
| Irlanda   |                                                   |          |
| W         | Vehículos de trabajo y tractores                  | 16       |
| Letonia   |                                                   |          |
| B 96      | Tráileres (máx. de 4250 kg)                       | 18       |
| TRAM      | Tranvías                                          |          |
| TROL      | Trolebuses                                        |          |
| Noruega   |                                                   |          |
| S         | Motos de nieve                                    | 16       |
| T         | Tractores                                         | 16       |
| B 96      | Tráileres (máx. de 4250 kg)                       | 18       |
| Polonia   |                                                   |          |
| T         | Tractores                                         | 16       |

### Permiso de conducción
La posesión de un permiso de conducción (también llamado coloquialmente carné de conducir), acredita al titular para poder conducir la mayor parte de vehículos. El permiso está homologado con todos los de la Unión Europea, al poseer todos ellos características comunes. Poseer un permiso de conducción anulará cualquier licencia de conducción, ya que este permite el manejo de los vehículos que acredita dicha licencia.
Los permisos AM, A1, A2, A, y B tendrán que renovarse cada diez años hasta cumplir los 65, y a partir de esa edad cada cinco años. El resto deberán renovarse cada cinco años hasta cumplir los 65, y a partir de esa edad cada tres años.
Actualmente para renovar el carnet de conducir ya no es necesario acudir a tráfico, tramitan la renovación de manera telemática en el mismo centro de reconocimiento médico.

#### Tipos de permiso
El permiso de conducción se subdivide en clases. La clase regula el tipo de vehículo que autoriza a conducir:
AM
Autoriza para conducir:
- Ciclomotores de dos o tres ruedas y cuatriciclos ligeros (de 50cc), aunque podrá estar limitado a la conducción de ciclomotores de tres ruedas y cuatriciclos ligeros.

La edad mínima para obtenerlo es de 15 años cumplidos.
A1
Habilita la conducción por la vía pública de:
- Motocicletas con una cilindrada máxima de 125 cm³, una potencia máxima de 11 kW y una relación potencia/peso máxima de 0,1 kW/kg.
- Triciclos de motor con una potencia máxima de 15 kW. Se considera triciclo de motor todo cuadriciclo de m.m.a. hasta 600 kg o 750 kg si se usa para carga y cuya potencia máxima sea de 15 kW.

También se pueden conducir este tipo de vehículos si se tiene una antigüedad de 3 años en el permiso B, aunque en ese caso sólo se podrá circular dentro de territorio español.
Edad mínima para obtenerlo es de 16 años. La concesión de este permiso implica la obtención también del permiso AM.
Para obtenerlo, la ley exige aprobar 2 exámenes:
- Teórico de circulación vial (Quedará exento de hacerlo si posee cualquier otro permiso)
- Teórico específico de la clase A1
- Práctico en circuito cerrado
- Práctico en circulación abierta

A2
Habilita la conducción por la vía pública de:
- Motocicletas con una potencia máxima de 35 kW y una relación potencia/peso máxima de 0,2 kW/kg y no derivadas de un vehículo con más del doble de su potencia.

Edad mínima para obtenerlo es de 18 años. La concesión de este permiso implica la obtención también del permiso A1.
Para obtener esta clase, la ley exige aprobar 2 exámenes:
- Teórico de circulación vial (Quedará exento de hacerlo si posee cualquier otro Permiso)
- Teórico específico de motocicletas (Quedará exento de hacerlo si posee el permiso A1)
- Práctico de maniobras (en circuito cerrado), dividido en tres partes, un ejercicio con el motor parado, un ejercicio a baja velocidad y un ejercicio a elevada velocidad (que será necesario realizar en un máximo de 25 segundos)
- Práctico en circulación abierta

A
Habilita la conducción por la vía pública de:
- Motocicletas de cualquier potencia y peso.
- Todos los vehículos autorizados por los permisos AM, A1 y A2.
- A partir de los 21 años, de triciclos superiores a 15 kW.

Edad mínima para obtenerlo es de 20 años. La concesión de este permiso implica la obtención también del permiso A2.
Para obtener esta clase, la ley exige aprobar 2 exámenes:
- Parte teórica: Teoría general (una hora y media) y concienciación y sensibilización (una hora y media).
- Parte práctica: Maniobras en circuito cerrado (cuatro horas) y circulación en vías abiertas al tráfico (dos horas).

Las prácticas se deberán realizar con motos con motores no inferiores a 600cc y de potencia no inferior a 40 kW.
B
Habilita la conducción por la vía pública de:
- Automóviles cuya masa máxima autorizada no exceda de 3500 kg que estén diseñados y construidos para el transporte de no más de 9 pasajeros además del conductor. Dichos automóviles podrán llevar enganchado un remolque cuya masa máxima autorizada no exceda los 750 kg.
- Conjuntos de vehículos acoplados compuestos por un vehículo tractor de los que autoriza a conducir el permiso de la clase B y un remolque cuya masa máxima autorizada exceda los 750 kg, siempre que la masa máxima autorizada del conjunto no exceda de 4250 kg, sin perjuicio de las disposiciones que las normas de aprobación de tipo establezcan para estos vehículos.

### Licencia de Conducción

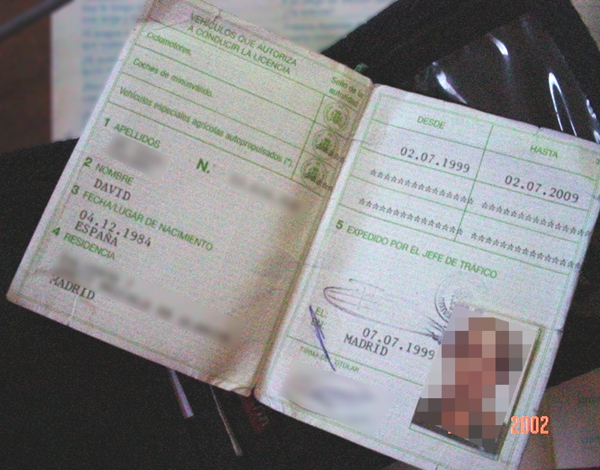
Antigua licencia de conducción.

La posesión de una licencia de conducción acredita al titular, durante su periodo de vigencia, para poder conducir los siguientes tipos de vehículos:
- Motocicletas, motociclos o mototriciclos.
- Vehículos para personas de movilidad reducida (mayor de 18 años cuando transporten viajeros).
- Vehículos especiales autopropulsados agrícolas que no excedan el peso y dimensiones máximos (mayor de 16 años).

Las licencias de conducción tendrán que renovarse cada diez años hasta cumplir los 65. A esta edad el conductor deberá presentarse a la renovación a partir de esa edad cada cinco años. La licencia de conducción, cualquiera que sea su clase, perderá su validez cuando su titular obtenga el permiso de clase B. La licencia deberá ser entregada por su titular en la Jefatura de Tráfico, que expedirá el permiso en el momento de la entrega de la misma.

### Requisitos de la foto
- 2 fotografías tamaño pasaporte (32 x 26 mm)
- La foto debe mostrar a la persona sola, sin otros objetos o personas en el fondo.

### Responsabilidad
La responsabilidad de las infracciones recaerá directamente sobre el autor del hecho, excepto en el supuesto de los pasajeros de los vehículos que estén obligados a llevar casco de protección, en la que la responsabilidad recaerá sobre el conductor. Asimismo, el conductor del vehículo será responsable por la no utilización de los sistemas de retención infantil, salvo los conductores del taxi.
Cuando la autoría de los hechos cometidos corresponde a un menor de 18 años, responderá solidariamente con él sus padres, tutores, acogedores y guardadores legales de hecho, por ese orden. La responsabilidad solidaria quedará referida estrictamente a la pecuniaria derivada de la multa impuesta.

### Vigencia
Carnet de conducir ordinario (clases A y B):
El carnet de conducir ordinario tiene diferentes períodos de renovación según la edad del titular:
- Hasta los 65 años: Debes renovar tu carnet cada 10 años.
- A partir de los 65 años: La renovación debe realizarse cada 5 años.

Carnet de conducir profesional (clases C y D):
Si tienes un carnet de conducir profesional, como el de transporte de mercancías o pasajeros, debes tener en cuenta lo siguiente:
- Hasta los 65 años: Debes renovar tu carnet cada 5 años.
- A partir de los 65 años: La renovación debe realizarse cada 3 años.

En ambos casos, pueden existir restricciones en cuanto a los tiempos de vigencia, que pueden ser establecidos en la renovación realizada en los Centros de Reconocimiento de Conductores.

### España
En el caso de España, el permiso de conducción y la licencia de conducción, son documentos distintos y es frecuente su confusión entre ellos. Además existe el permiso de circulación, que es un documento aplicado al vehículo y no al conductor.
Cualquier conductor deberá estar en posesión del documento y llevarlo consigo cuando conduzca, aunque también es válido llevar una fotocopia del original debidamente compulsada o el Documento Nacional de Identidad, y es obligatorio exhibirlo ante la autoridad o sus agentes cuando así lo soliciten.
Si el permiso o licencia de conducción ha sido expedido en España, este tendrá validez para toda la Unión Europea. Si se ha obtenido el permiso en otro país ajeno a la Unión Europea, se deberá canjear según su caso en su correspondiente Jefatura de Tráfico.
Todo permiso o licencia de conducción tiene una fecha de validez máxima, llegada la cual el conductor deberá renovarla y realizar un examen psicotécnico (similar al que realizó cuando lo obtuvo por primera vez), del que dependerá la renovación del mismo, ya que evalúa si el conductor continúa estando capacitado físicamente para poder conducir.

## Guatemala
En Guatemala la Licencia de Conducir es el documento legal para poder conducir cualquier tipo de vehículo.
Cualquier conductor deberá tener en posesión del documento y llevarlo consigo cuando conduzca, y está obligado a exhibirlo ante la autoridad o sus agentes cuando así lo soliciten.
Aunque en Guatemala La Licencia de Conducir la emite el Departamento de Tránsito de la Policía Nacional Civil, son las Policías Municipales de Tránsito las que emiten sanciones de Tránsito. Antiguamente la Policía Nacional Civil era la encargada de emitir las sanciones correspondientes a asuntos de tránsito, pero aproximadamente desde 1997, con la creación de la nueva Ley y Reglamento de Tránsito, y la creación de Policías Municipales de Tránsito, cada municipio que pueda su propia Policía de Tránsito según la ley está facultado para imponer sanciones de tránsito.

### Tipos de licencia
En Guatemala existen varios tipos de licencia: Motocicleta, Profesional, Liviana y Especial:
- A Profesional: autorizada para manejar transporte pesado de carga de más de 3,5 toneladas tales como buses de transporte urbano y extraurbano, camiones, tráileres. Otorgada a mayores de 23 años que hayan tenido vigente 3 años mínimo la Licencia tipo B o C.
- B Media: autorizada para manejar toda clase de vehículos de hasta 3,5 toneladas, con la posibilidad de recibir remuneración. Otorgada a mayores de 21 años.
- C Liviana: autorizada para manejar toda clase de vehículos paneles, pick-up, microbuses con o sin remolque de hasta 3,5 toneladas sin poder recibir remuneración. Otorgada a mayores y menores de edad, mínimo 16 años.
- M Motocicleta: autorizada para manejar cualquier tipo de motocicleta. Otorgada a mayores y menores de edad, mínimo 16 años.
- E Especial: autorizada para conducir maquinaria agrícola industrial como tractores. Este tipo de licencias no autoriza a su titular a conducir cualquier otro tipo de vehículos.

## El Salvador
En El Salvador, es Sertracen (Servicios de Tránsito Centroamericanos S.A. de C.V.), parte del viceministerio de Transporte en el país, quien otorga las licencias.
Se necesita un mínimo de 15 años para obtener una licencia juvenil. Para licencias livianas, pesadas, etc., se necesitan 18 años de edad.
Para obtener una licencia por primera vez, se necesita un examen de aptitud visual, uno de práctica y uno teórico, los cuales a su vez son otorgados por escuelas acreditadas de manejo en el país.

## Reino Unido
En el Reino Unido, hay dos agencias que tienen responsabilidad sobre las licencias de conducir:
- por Gran Bretaña: Driver and Vehicle Licencing Agency
- por Irlanda del Norte: Driver & Vehicle Agency

## Venezuela
En Venezuela las licencias se clasifican por grados, así se tiene:
- De primer grado o tipo 1: para conducción de bicicletas.
- De segundo grado o tipo 2: para motocicletas o vehículos similares como motonetas o ciclomotores.
- De tercer grado o tipo 3: para automóviles particulares siempre que no tenga fines de lucro.
- De cuarto grado o tipo 4: para conducción de vehículos que tengan fines de lucro (taxis, libres, por puesto) o vehículos especiales como patrullas policiales.
- De quinto grado o tipo 5: para la conducción de todo tipo de vehículos, incluyendo autobuses y vehículos de carga pesada como camiones, así como para operación de maquinaria pesada (tractores).
- TSP (Título Superior Profesional) Es Una Licencia especial para los Vehículos autobuses mayores de 33 puestos (Ejemplo: Marcopolo o Busscar), transporte pesado mayor de 9000 Kilogramos y Transporte de Materiales Peligrosos (Ejemplo: Combustibles Líquidos, Gases Inflamables y Materiales Radioactivos)

Las mismas tienen un rango mínimo de edad para ser expedidas:
- Tipo 1: 12 años
- Tipo 2: 16 años
- Tipo 3: 18 años
- Tipo 4: 21 años
- Tipo 5: 25 años
- TSP: 30 años

Para ser expedidas se debe tener un certificado médico vial que avale que es apto para conducir un vehículo y aprobar un examen a tal efecto (desde marzo de 2023 se requiere una certificación de saberes). Para las licencias de quinto grado se exige además un certificado psiquiátrico de salud mental.